# Philippe Ier (abbé)
Pour les articles homonymes, voir Philippe, Philippe Ier, Saint Philippe et Saint-Philippe.
Philippe Ier fut un prélat de l'abbaye de Parc, le 2e abbé de son l'histoire, entre 1142 et 1166 précisément. Cette abbaye fondée en 1129 et toujours en activité fait partie de l'Ordre des Prémontrés. Elle est située dans le Brabant flamand, en Belgique, près de Louvain.
Durant les 23 années à l'abbatiat de Parc, Philippe témoigna d'une grande piété. Il entretint notamment une correspondance avec la sainte abbesse Hildegarde, la grande mystique de Bingen. Il enrichit son église de nombreuses reliques, eut un goût prononcé pour l'étude, fit réaliser beaucoup de manuscrits, développa l'exploitation des terres agricoles et commença le ministère paroissial dans les environs d'Heverlee.

## Chronologie

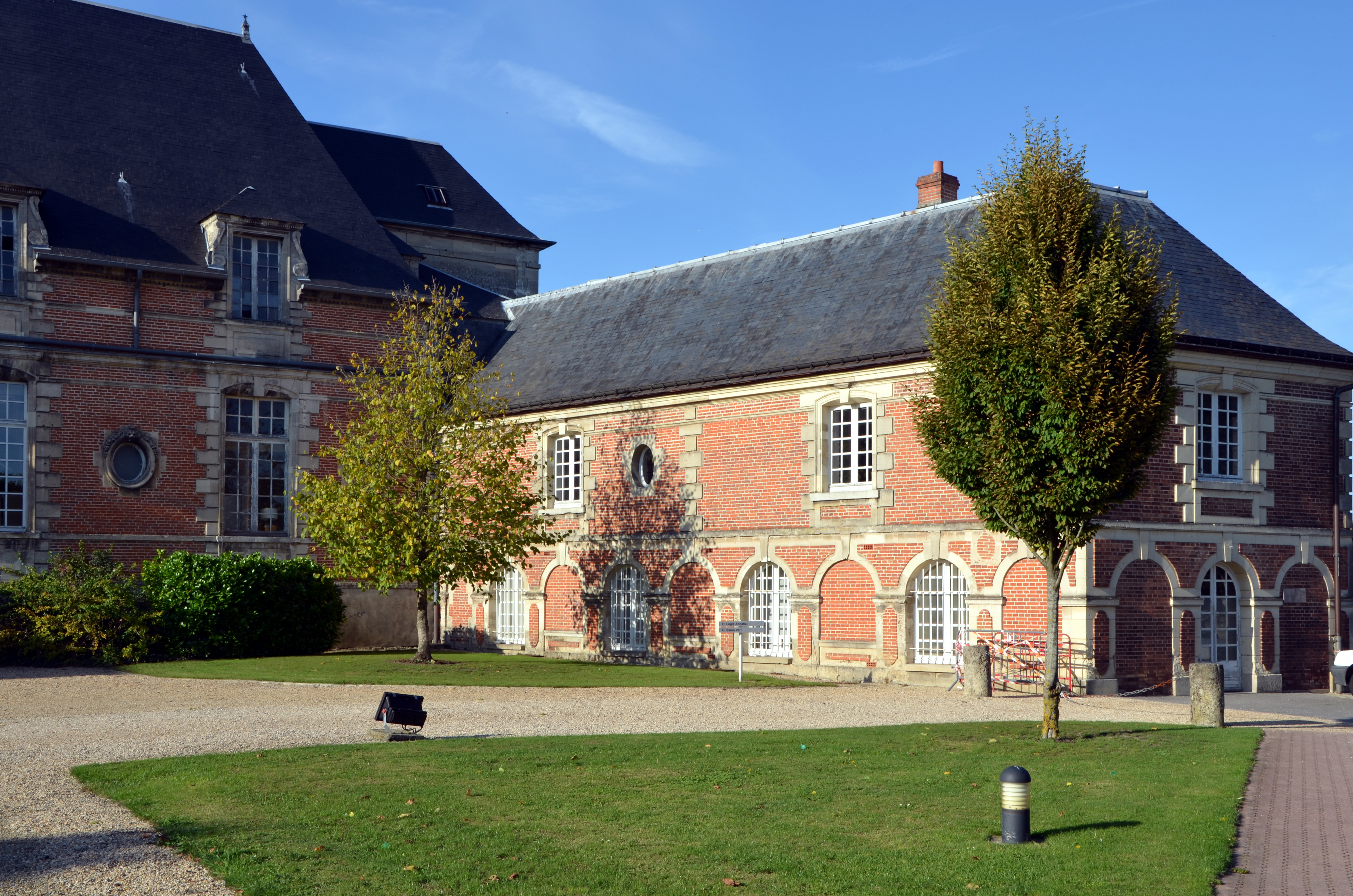
Ancien logis-abbatial de l'abbaye Saint-Martin de Laon.

Les parents de Philippe se nomment Baudouin et Marguerite.
Philippe, chanoine dans l'abbaye Saint-Martin de Laon, devient abbé de Parc en 1142 et le reste jusqu'en 1166. Au bout de 23 années et demie consacrées à l'administration de l'abbaye de Parc, il se retire à la maison-mère de l'abbaye Saint-Martin de Laon, où il passe le reste de sa vie dans la prière et la contemplation.
Il meurt le 3 octobre 1167.

## Profil de l'abbé Philippe
Le développement de l'abbaye de Parc prend de plus en plus d'ampleur pendant l'abbatiat de Philippe, abbatiat se distinguant par une grande piété, un mouvement plus prononcé vers l'étude, l'exploitation des terres et le commencement du ministère paroissial. Il augmente le trésor de son église de nombreuses reliques, fournit des livres ecclésiastiques à ses confrères et montre son grand cœur par une riche distribution d'aumônes aux pauvres,,. L'engouement est tel qu'à cette époque cinquante religieux de plus sont acceptés à l'abbaye.

## Abbatiat

### Correspondance avec Hildegarde de Bingen

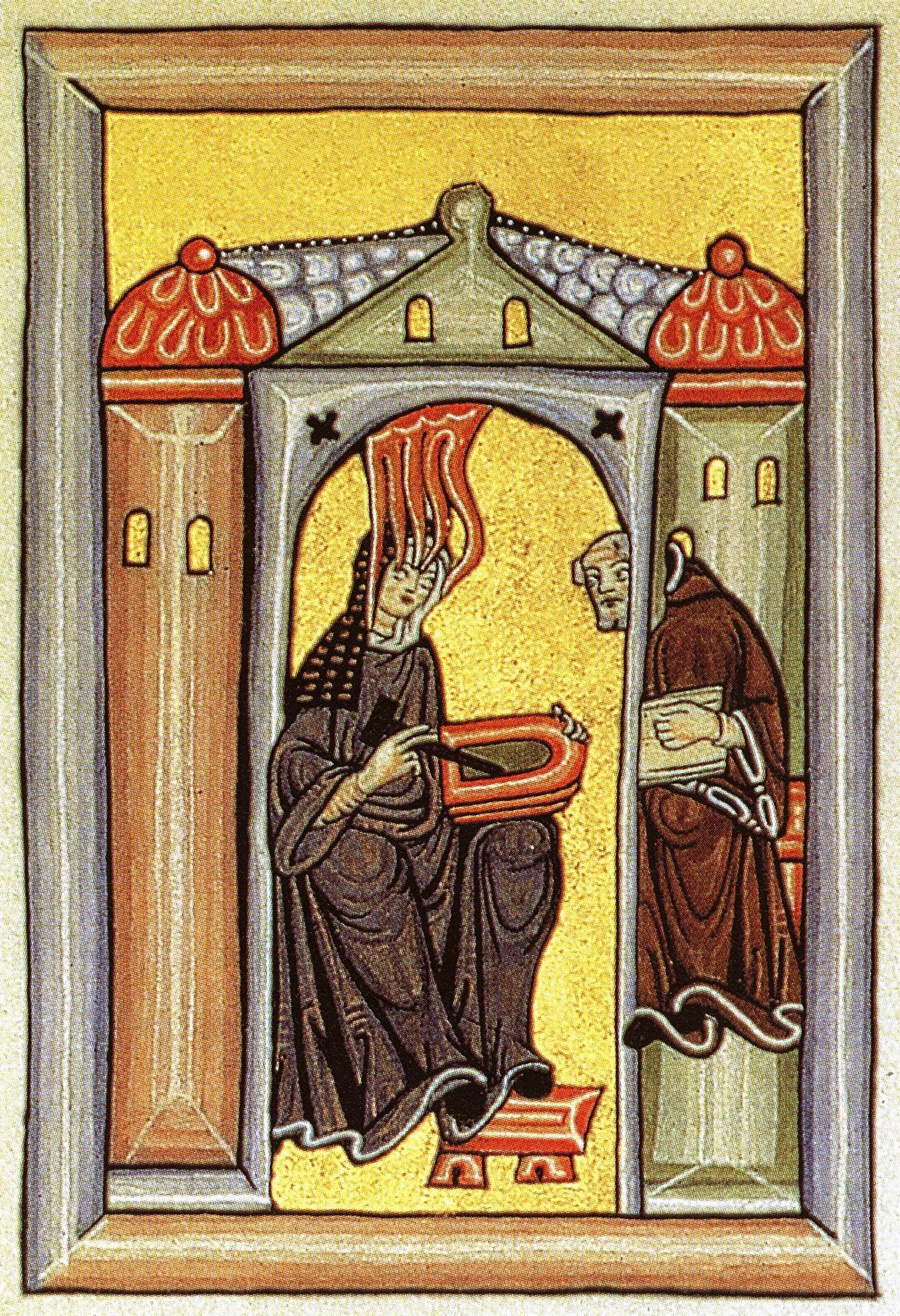
Hildegarde recevant l'inspiration divine, manuscrit médiéval.

L'abbé Philippe entretient une correspondance avec la grande mystique Hildegarde de Bingen, la sainte abbesse de Saint-Rupert. Il écoute ses conseils et l'encourage, en retour, dans ses idées religieuses. Du fait de la réputation de cette femme, il se rend à Bingen pour s'entretenir avec elle.

### Acquisition de reliques
À Cologne, l'abbé Philippe acquiert cinq des corps des onze mille vierges, six autres de la légion thébaine et d'autres reliques encore, reliques qu'il confie plus tard à l'abbaye Saint-Martin de Laon.

### Transcription de manuscrits
L'abbé Philippe occupe ses religieux à la transcription de manuscrits, dans le but de créer en même temps, sans trop dépenser, une bibliothèque pour ceux qui étudient les sciences sacrées, c'est-à-dire la théologie, mais aussi la philosophie, l'histoire, les belles-lettres, etc.. Quelques manuscrits réalisés encore sont destinés à être lus au réfectoire, à savoir la Bible en trois tomes, qui comprend une chronique depuis la création du monde jusqu'en 1300, et aussi des sermons sur les dimanches et les fêtes.
Il fait réaliser ces ouvrages soignés sur de beaux parchemins, enjolivés par des initiales bien peintes et ornées d'arabesques,.

### Confirmation des privilèges de l'abbaye de Parc

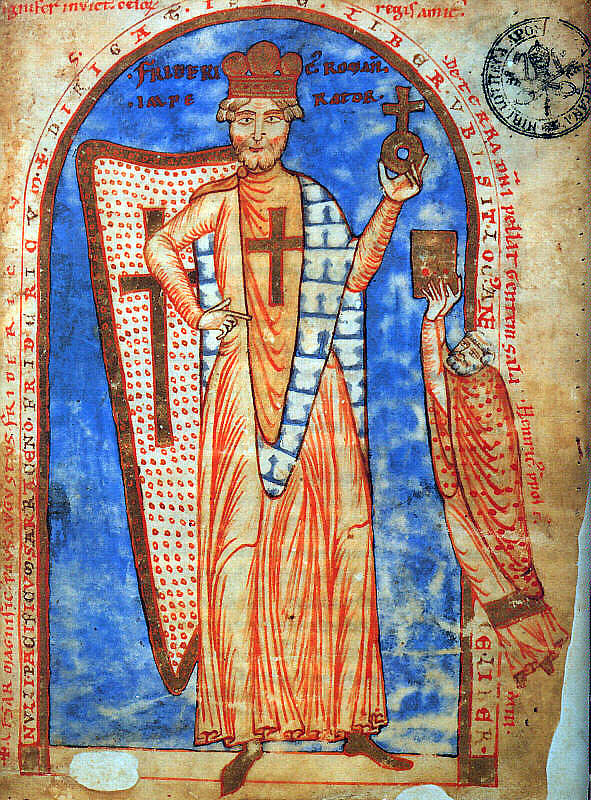
Barberousse habillé en croisé, miniature de 1188.

Dès le début de son abbatiat, en 1142, Philippe obtient du Souverain pontife Innocent II une bulle confirmant tous les privilèges, concessions et possessions de l'abbaye de Parc, énumération reprise par une bulle pontificale d'Eugène III en 1144,.
L'empereur Frédéric Barberousse, en 1153, accorde pour sa part un grand privilège à l'abbaye de Parc par lequel il prend l'établissement sous sa protection spéciale, avec pour avoué le duc de Brabant et droit de succession.

### Anecdote du bienheureux Rabodo
Pendant l'abbatiat de Philippe, saint Rabodon vit à l'abbaye et, d'après l'hagiographie norbertine, jeûne tous les vendredis au pain et à l'eau, mais et il reçoit la grâce de voir l'eau qu'on lui servait changée en vin. Les principales scènes de la vie du bienheureux Rabodo, religieux de cette communauté mort vers 1166, ornaient autrefois certains murs de l'abbaye de Parc, mais le temps les a effacées,,.

## Postérité

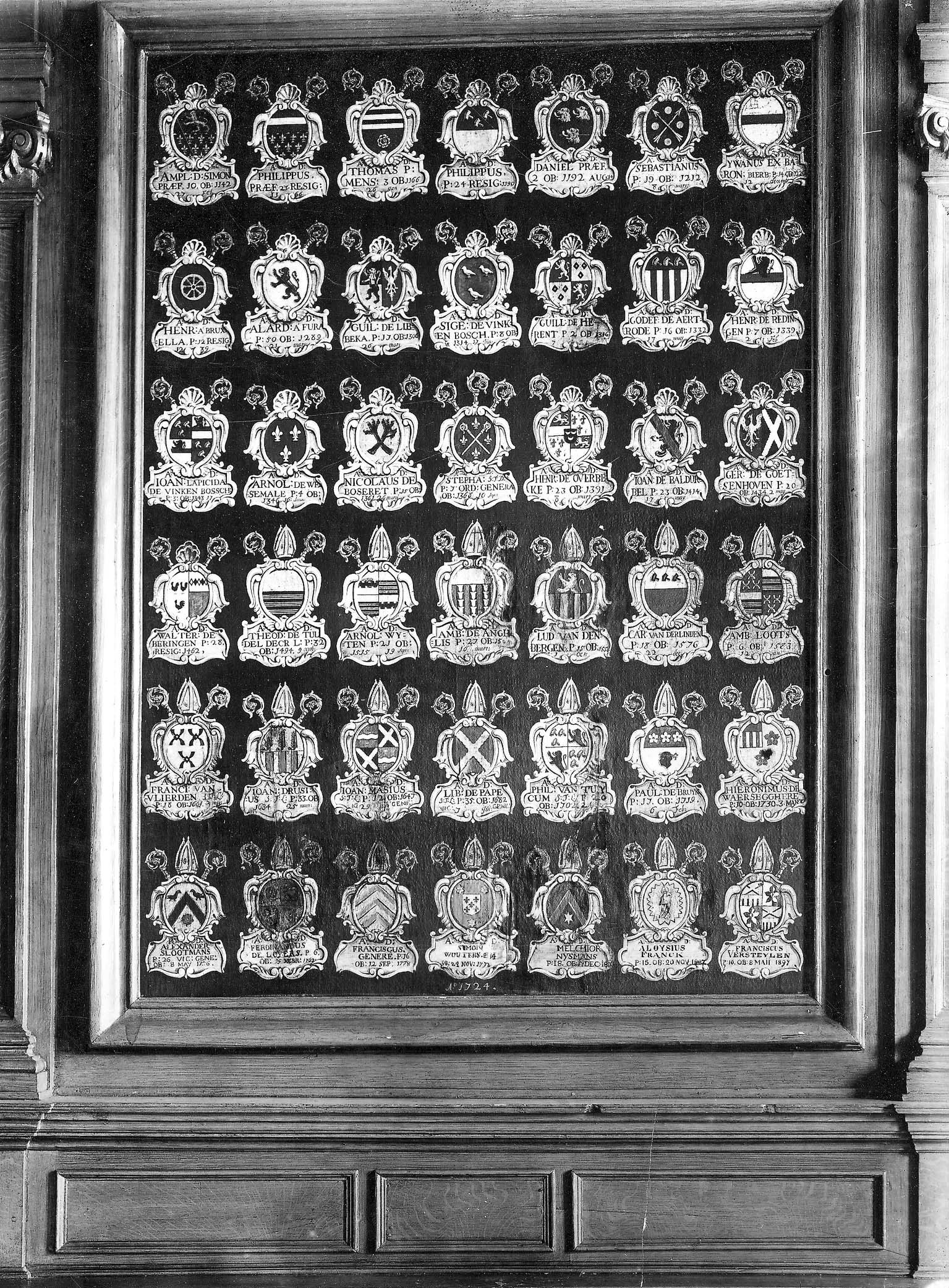
Tableau des armes des abbés de Parc (1724).

### Indication posthume
Le chanoine J.E. Jansen, auteur d'un ouvrage retraçant 800 années de l'abbaye de Parc expose dans son livre la chronologie de l'abbé Philippe en y ajoutant une indication en latin relative à l'abbé Philippe et dont la traduction automatique par un utilitaire donne « Homme docte et pieux et qui fit preuve d'un grand zèle dans les études et dans la foi ».
Pour ce qui est de la collection des ouvrages réalisés par les chanoines de l'abbaye, en particulier durant l'abbatiat de Philippe, elle a été dispersée à la vente publique de la bibliothèque de Parc, le 22 octobre 1858 à Louvain.

### Armes de l'abbé
Le blasonnement des armes de l'abbé Philippe est : « coupé : au I, de gueules à la fasce d'argent ; au II, d'azur semé de fleurs de lis d'or »,. Il est en cela conforme au blason représenté sur le tableau des armes des abbés qui est présent depuis 1724 à l'abbaye de Parc.
Ce blason apparaît aussi dans l'armorial des abbés de Parc dont la consultation permet de prendre connaissance rapidement et de comparer les différents blasons retenus pour chacun des abbés de l'établissement religieux.